# Unité urbaine d'Ambérieu-en-Bugey
L'unité urbaine d'Ambérieu-en-Bugey est une unité urbaine française centrée sur la commune d'Ambérieu-en-Bugey, quatrième ville de l'Ain. Composée de 3 communes du Bas-Bugey, l'agglomération s'étend le long des premiers contreforts du Jura, au niveau de la cluse de l'Albarine.

## Données générales
En 2010, selon l'INSEE, l'unité urbaine d'Ambérieu-en-Bugey était composée de quatre communes, toutes situées dans le département de l'Ain, plus précisément dans l'arrondissement de Belley.
Dans le nouveau zonage de 2020, elle est composée de trois de ces communes, celle de Bettant ayant été retirée du périmètre.
En 2022, avec 18 576 habitants, elle représente la 4e unité urbaine dont la ville-centre se situe dans le département de l'Ain et occupe le 43e rang dans la région Auvergne-Rhône-Alpes.

## Composition selon la délimitation de 2020
Elle est composée des trois communes suivantes :
| Nom                              | Code Insee | Département | Statut       | Superficie (km2) | Population (dernière pop. légale) | Densité (hab./km2) | Modifier                                    |
| -------------------------------- | ---------- | ----------- | ------------ | ---------------- | --------------------------------- | ------------------ | ------------------------------------------- |
| Ambérieu-en-Bugey (ville-centre) | 01004      | Ain         | ville-centre | 24,60            | 15 554 (2022)                     | 632                | modifier les données · modifier les données |
| Ambutrix                         | 01008      | Ain         | banlieue     | 5,22             | 764 (2022)                        | 146                | modifier les données · modifier les données |
| Saint-Denis-en-Bugey             | 01345      | Ain         | banlieue     | 2,61             | 2 258 (2022)                      | 865                | modifier les données · modifier les données |

## Démographie
| 1968   | 1975   | 1982   | 1990   | 1999   | 2010   | 2015   | 2021   |
| ------ | ------ | ------ | ------ | ------ | ------ | ------ | ------ |
| 10 476 | 11 123 | 11 653 | 12 830 | 13 966 | 16 742 | 17 167 | 17 862 |

#### Données générales
- Unité urbaine
- Aire d'attraction d'une ville
- Liste des unités urbaines de France

#### Données démographiques en rapport avec l'unité urbaine d'Ambérieu-en-Bugey
- Aire d'attraction d'Ambérieu-en-Bugey
- Arrondissement de Belley

#### Données démographiques en rapport avec l'Ain
- Démographie de l'Ain